# Rhodes-piano
Rhodes Electric Piano, (kallat FenderRhodes Electric Piano 1965-1984), är ett elektromekaniskt tangentinstrument – ett elförstärkt piano eller elpiano. Det har sitt ursprung i andra världskriget på 1940-talet i föregångaren "Army Air Corps Piano" som skapades på en militär flygbas i Greensboro, USA av Harold Rhodes. Han skapade efter kriget en modell som hette Pre-Piano för hem och skola, men övergav det för att skapa den slutgiltiga designen under 50-talet. 1955 inleddes ett samarbete med Leo Fender som ledde till att man 1959 lanserade FenderRhodes PianoBass ( känt från The Doors bl.a.). 1965 kom till sist standardmodellen, FenderRhodes Electric Piano, som blev kommersiellt framgångsrik och som används än idag.
Rhodespianot alstrar sitt ljud via filt- eller gummiförsedda hammare som träffar runda metallstavar, så kallade tines. De sitter monterade ihop med en resonansstav i metall, tone bar, och utgör tillsammans något som beskrivs som en asymmetrisk stämgaffel. Tonhöjden bestäms av längden på varje "tine", och tonhöjden finstäms genom att skjuta en stämfjäder (tuning spring) fram och tillbaka på tinen. Även om mekaniken med hammare och dämpare påminner om ett vanligt pianos, finns alltså inga spända strängar. Detta resulterar i en unik klangfärg och Rhodes-pianot måste därför betraktas som ett helt eget instrument som lika gärna kan jämföras med celestan eller ett klockspel som med det akustiska pianot. Det innehåller viss elektronik, främst de magnetiska pickuperna, och Suitcase-modellen är komplett med förförstärkare, slutsteg och 4 stycken 12tums högtalare. Den vanligaste modellen "Stage" är passiv och kräver extern förstärkning, precis som en elektrisk gitarr. Det speciella ljudet gör att det än idag används mycket inom all sorts musik.
1959 kom den första FenderRhodes-modellen Piano Bass, för att 1965 följas av 73-tangenters FenderRhodes Electric Piano. Det året såldes Fender till CBS, men man behöll namnet FenderRhodes i nio år till. 1970 kom så generation 2, en serie modeller kallade Mk I. 1974 ändrades namnet till bara Rhodes, och på hösten 1979 kom en ny generation Mk II. Mk III misslyckades helt och Mk IV stannade på ritbordet. Under det sista produktionsåret 1984 byggdes 2000 ex av den sista modellen Mk V innan fabriken stängdes.